# Paulo António Alves
Paulo António Alves, conosciuto come Paulão (Luanda, 22 ottobre 1969 – Luanda, 17 agosto 2021), è stato un calciatore angolano, di ruolo centrocampista.

## Carriera

### Club
Ha giocato nel massimo campionato angolano e in quello portoghese.

### Nazionale
Ha esordito con la Nazionale angolana nel 1991, e ha preso parte Coppa d'Africa 1996.

## Palmarès

### Club

#### Competizioni nazionali
- Coppa del Portogallo: 1

Benfica: 1995-1996
- Coppa d'Angola: 1

Petro Atlético: 2002